# Ivan Tirić
Ivan Tirić (Split, 15. travnja 1993.), bosanskohercegovački nogometni vratar i bivši mladi reprezentativac.

## Karijera
Nogometom se počeo baviti u omladinskoj školi Sloge iz Uskoplja. Nakon toga je igrao za nekoliko zagrebačkih klubova, a juniorski staž završio je u NK Zagreb. U ljeto 2012. prelazi u federalnog prvoligaša Rudar Kakanj. Za Rudar je odigrao 45 ligaških utakmica. Nakon Rudara 2014. godine prelazi u aktualnog prvaka mostarski Zrinjski. Za Zrinjski je ubilježio samo nastupe u kup natjecanju. U sezoni 2015./16. igra za NK Vitez kao posuđen igrač. Nakon isteka ugovora sa Zrinjskim, u ljeto 2016. službeno postaje igrač Viteza. 
Nakon tri godine u Vitezu 2018. godine prelazi u gruzijskog drugoligaša FC Tskhinvali iz Tbilisija. Nakon toga kratko vrijeme provodi u njemačkom niželigašu Rehdenu. U veljači 2020. postaje igrač vinkovačke Cibalije. Potom odlazi u Luksemburg gdje igra za FC Atert Bissen i CS Grevenmacher.
Za reprezentaciju BiH do 21 godine debitirao je 14. studenog 2012. u prijateljskoj utakmici s Poljskom (0:0). Ukupno je za reprezentaciju odigrao četiri utakmice. 

## Vanjske poveznice
- Profil na transfermarkt.de (njem.)